# Зіед Бугаттас
Зіед Бугаттас (фр. Zied Boughattas, араб. زياد بوغطاس, нар. 5 грудня 1990, Бені-Хассен) — туніський футболіст, захисник клубу «Етюаль дю Сахель» та національної збірної Тунісу.

## Клубна кар'єра
У дорослому футболі дебютував 2011 року виступами за команду клубу «Етюаль дю Сахель», кольори якої захищає й донині.

## Виступи за збірну
15 червня 2015 року дебютував в офіційних іграх у складі національної збірної Тунісу в матчі кваліфікації до чемпіонату африканських націй в 2016 році проти Марокко (1:1). Наступного року був учасником чемпіонату африканських націй 2016 року, на якому здобув з «внутрішньою» збірною срібні медалі турніру.
У складі збірної був учасником Кубка африканських націй 2017 року у Габоні.
Наразі провів у формі головної команди країни 7 матчів.

## Досягнення
- Чемпіон Тунісу: 2015/16
- Володар Кубка Тунісу: 2011/12, 2013/14, 2014/15
- Володар  Кубка конфедерацій КАФ: 2015